# Макет

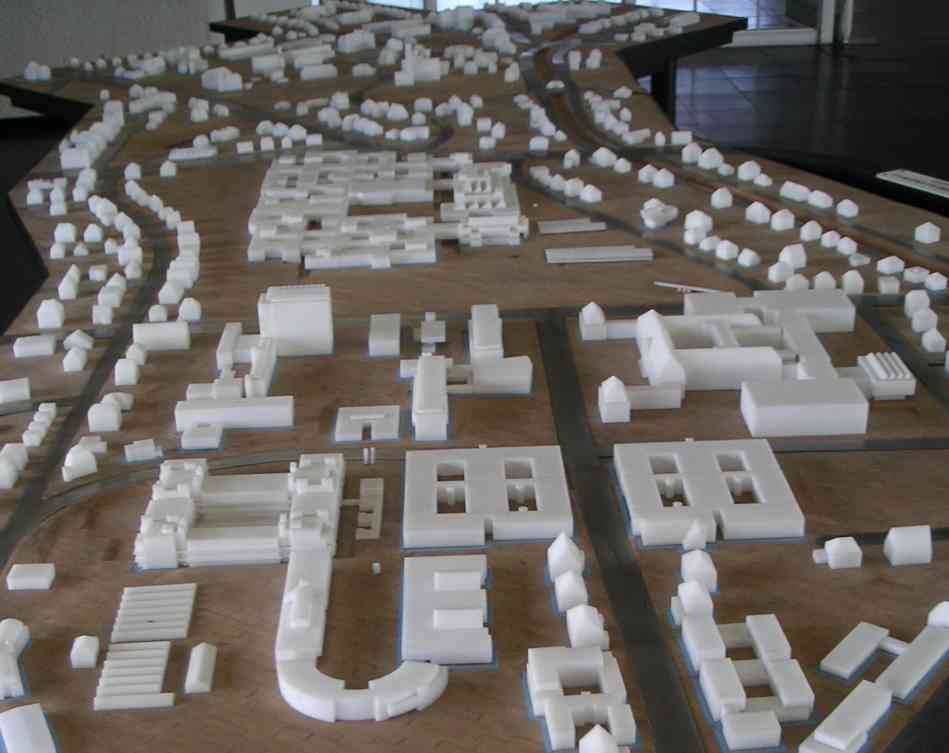
Макет кампусу Вільного університету Берліна з дерева і пластику.

Маке́т (фр. maquette — масштабна модель, італ. modellino, зменшувальне від modello) — модель об'єкта в зменшеному масштабі або в натуральну величину, позбавлена, як правило, функціональності представленого об'єкта.

## Особливості
Призначений для представлення об'єкта. Використовується в тих випадках, коли подання оригінального об'єкта невиправдано дорого, неможливо або просто недоцільно.
Макети гірничих об'єктів (шахт, кар'єрів, збагачувальних і брикетних фабрик тощо) часто застосовують у навчальному процесі та як ілюстративний матеріал.
Створення масштабних моделей (транспорту, будівель, панорам, діарам, тощо) є одним з видів хобі, а також одним з видів історичної реконструкції.

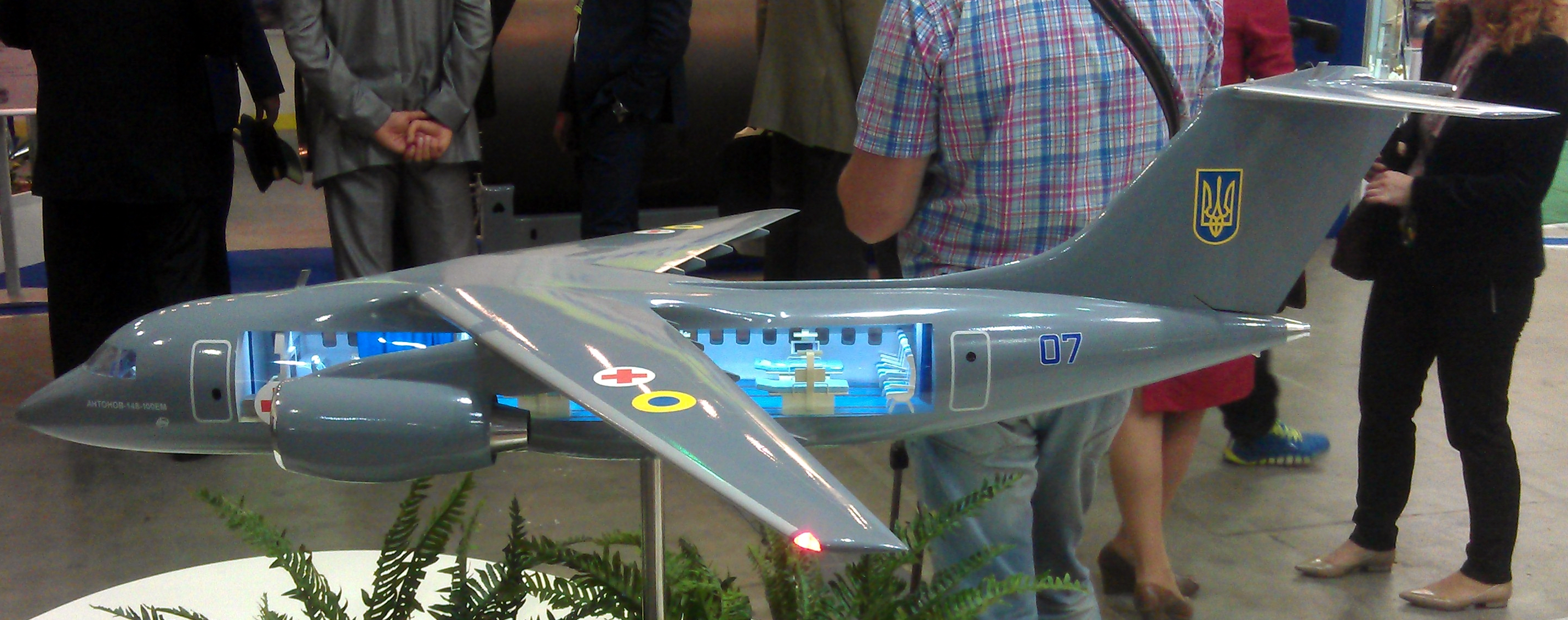
Макет літака Ан-148-100ЕМ

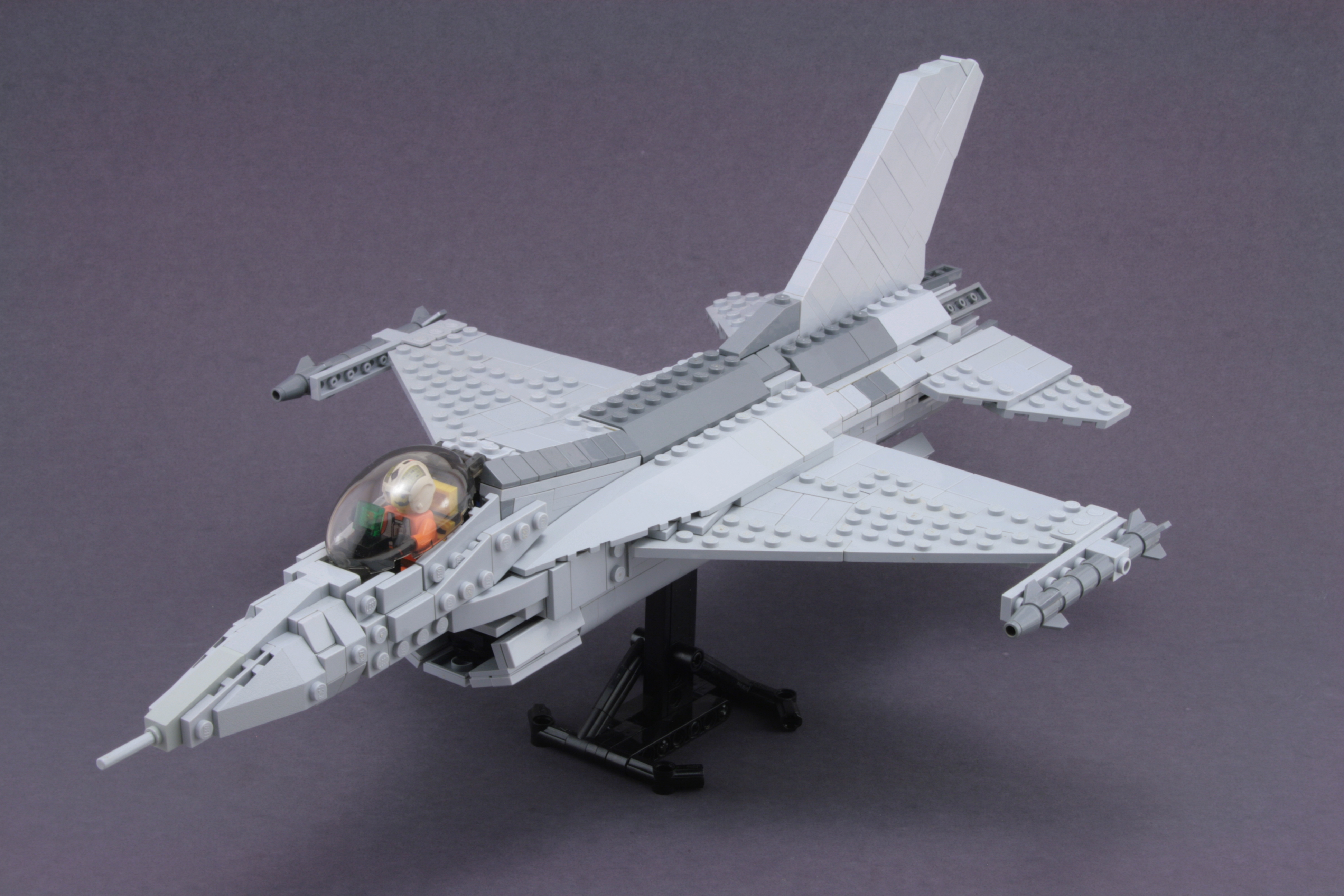
Макет літака F-16 Fighting Falcon, створений з кубиків Lego

Розрізняють такі види масштабних моделей за технологією виготовлення та матеріалами:
- паперовокартонні (моделі з пап'є-маше, 3D-пазли, об'ємні моделі виклеїні з розгорток);
- пластикові (набори збірних моделей, набори виготовлені з використанням 3D-друку, набори з існуючих конструкторів, наприклад Lego);Докладніше: Пластикова модель
- металеві (пазли-конструктори, моделі виготовлені ливарним методом);
- дерев'яні (3D-пазли, моделі-копії повністю створені вручну з незначним використанням окрім деревини й інших матеріалів).

Окрім того для різних міжнародних виставок виробники літаків та інших видів транспорту виготовляють готові суцільнометалеві та суцільнопластикові моделі, іноді з рухомими частинами, які демонструються у виставкових павільйонах.
Найбльш використовувані масштаби авіамоделей:
- 1:16 - 1:32 (моделі видів озброєння, моделі легких літаків, планерів, дронів)
- 1:48 - 1:72 (моделі бойових літаків та гелікоптерів)
- 1:144 (моделі великих пасажирських та військово-транспортних літаків)

В Україні, щорічно проводиться Всеукраїнська виставка-конкурс масштабних моделей «Мікро Світ» та міжнародні виставки-конкурси «Lviv Scale Models Fest» і «Kyiv Scale Modellers Battle».